# جسر الكيبل
يمتد جسر الكيبل الذي يُطلق عليه رسميًا جسر إد هندلر، ويُطلق عليه أحيانًا جسر إنترسيتي على نهر كولومبيا بين باسكو وكينويك في جنوب شرق واشنطن باسم طريق الولاية رقم 397. تم تشييده في عام 1978 واستبدل جسر باسكو كينيويك، الذي تم بناؤه في وقت سابق عام 1922 وتم هدمه في عام 1990.
الجسر هو واحد من سبعة هياكل جسور رئيسية في منطقة تراي سيتي. الجسر الأزرق (جسر باسكو/كينويك)، الجسر السريع 182 الذي يربط باسكو مع ريتشلاند، جسر الولايات المتحدة السريع 12 فوق نهر الأفعى (باسكو/بوربانك)، وثلاثة جسور للسكك الحديدية هي الجسور الأخرى.
تم تخصيصه في 8 سبتمبر 1978، وكان أول جسر رئيسي مثبت بالكابلات يتم بناؤه في الولايات المتحدة (وثاني أطول جسر من نوعه في العالم في ذلك الوقت). تم تشييده بالكامل تقريبًا من الخرسانة مسبقة الإجهاد، بدءًا من الأبراج متبوعًا بسطح الجسر، والذي تم تشكيله في مقاطع فردية، ورفعها وتثبيتها مع بعضها البعض.
تم تسمية الجسر على اسم إد هندلر، بائع التأمين في باسكو، وكذلك عمدة المدينة السابق، الذي ترأس اللجنة المسؤولة عن الحصول على التمويل لبناء الجسر. توفي هندلر في أغسطس 2001.
تمت إضافة ميزة مثيرة للجدل للجسر في عام 1998، عندما تمت إضافة الأضواء لإضاءة الجسر في الليل. اعتقد الكثيرون أن هذا غير ضروري ومضيعة للكهرباء والمال. خلال أزمة الكهرباء في عام 2000، تم إطفاء الأنوار، ولكن تم تشغيلها لليلة واحدة تكريما لوفاة هندلر. الآن تضاء الأنوار في الليل وتنطفئ الساعة 2 صباحا.
في مارس 2007، تم استبدال نظام حواجز الحماية القديمة على الجسر، والذي يتكون من كابلات فولاذية، بنظام أكثر صلابة، يتكون من قضبان فولاذية مثبتة بمسامير مثبتة في حوامل النظام الأصلي على سطح الجسر.

## الجسر كرمز للمكانة
أثبت جسر الكابل، منذ وقت افتتاحه، أنه معلم شهير في منطقة تراي سيتي، لدرجة أنه أصبح رمزًا غير رسمي للمنطقة. في كل شتاء، يبدأ حدث يُعرف باسم مسار لامبسون كابل بريدج، بما في ذلك سباقات أميال وخمسة كيلومترات و10 كيلومترات، في نهاية كينويك من الجسر بالقرب من مقر لامبسون الدولي. الثلاثة يشتركون في نفس خط البداية. تشترك الأحداث التي يبلغ طولها خمسة و10 كيلومترات في خط النهاية الداخلي في متجر صيانة لامبسون، في حين أن مسافة الميل الواحد لها تشطيبات خارجية خاصة بها.
عند سفح نهاية كينويك يوجد النصب التذكاري لقدامى المحاربين في فيتنام، والذي نقش عليه أسماء القتلى في المنطقة. الرصيف المتبقي لجسر باسكو-كينيويك القديم، والذي تم استبداله بجسر كابل، يعمل الآن كمراقبة ذات مناظر خلابة، حيث يمكن للمرء أن يرى الجسر الأحدث.